# Расторгуева, Вера Сергеевна
Ве́ра Серге́евна Расторгу́ева (с. Сторожевские Хутора, Тамбовская губерния, Российская империя, 1912 — 2005 год) — советский и российский лингвист, иранист-таджиковед, доктор филологических наук, профессор. Считается основоположником современной таджикской диалектологии, организатор и первый заведующий сектором иранских языков Института языкознания РАН, лауреат государственной премии имени Абу Али ибн Сины, кавалер ордена «Дусти».

## Биография
В 1938 году окончила филологический факультет ЛГУ.
После начала Великой Отечественной войны оказалась в блокадном Ленинграде, с 1942 года в эвакуации в Таджикистане, преподавала в Таджикском университете.
С 1945 по 1953 год преподавала в МГУ, с 1953 по 1960 — на должности заведующего кафедрой иранской филологии Института восточных языков при МГУ (ИСАА).
В 1964 году защитила докторскую диссертацию.

## Основные работы
- Опыт сравнительного изучения таджикских говоров. 1964.
- Грамматический очерк таджикского языка // Русско-таджикский словарь. 1949.
- Белуджский язык // Языки народов СССР. Т. 1. М., 1966 (лит.);
- Исаев М. И., Расторгуева В. С. Выдающийся советский иранист-осетиновед (Васо Абаев) // Осет. филология. Орджоникидзе, 1977. Вып. 1.
- Расторгуева В. С. Сравнительно-историческая грамматика западноиранских языков: Фонология / Отв. ред. д-р филол. наук В. А. Ефимов; Рецензенты: д-р филол. наук Д. И. Эдельман, канд.д-р филол. наук Е. Н. Шарова; Институт языкознания АН СССР. — М.: Наука, 1990. — 256 с. — 1000 экз. — ISBN 5-02-010982-7.
- Расторгуева В. С., Эдельман Д. И. Этимологический словарь иранских языков. М.: Вост. лит., 2000-2011-. (начат, издано 4 тома; при жизни автора вышли первые два)